# Lacapelle-Marival
Lacapelle-Marival är en kommun i departementet Lot i regionen Occitanien i södra Frankrike. Kommunen ligger i kantonen Lacapelle-Marival som tillhör arrondissementet Figeac. År 2022 hade Lacapelle-Marival 1 278 invånare.

## Befolkningsutveckling
Antalet invånare i kommunen Lacapelle-Marival
| Referens: INSEE |